# Анталь Коташ
Анталь Коташ (угор. Kotász Antal, 1 вересня 1929, Вашвар — 6 липня 2003, Будапешт) — угорський футболіст, що грав на позиції півзахисника, зокрема, за клуб «Гонвед», а також національну збірну Угорщини.
Чемпіон Угорщини. Володар Кубка Мітропи. 

## Клубна кар'єра
У футболі дебютував 1947 року виступами за команду «Вашаш», в якій провів один сезон. 
Згодом з 1948 по 1954 рік грав у складі команд «Шегед Гонвед» та «Дунайварош».
1955 року перейшов до клубу «Гонвед», за який відіграв 8 сезонів.  Більшість часу, проведеного у складі «Гонведа», був основним гравцем команди. Завершив професійну кар'єру футболіста виступами за команду «Гонвед» у 1963 році.

## Виступи за збірну
1954 року дебютував в офіційних матчах у складі національної збірної Угорщини. Протягом кар'єри у національній команді провів у її формі 37 матчів.
У складі збірної був учасником чемпіонату світу 1958 року у Швеції, де зіграв проти Мексики (4-0) і Уельсу (1-2).
Помер 6 липня 2003 року на 74-му році життя у місті Будапешт.

## Титули і досягнення
- Чемпіон Угорщини (1):

«Гонвед»: 1954-1955
- Володар Кубка Мітропи (1):

«Гонвед»: 1959